# Tumleo Island
Tumleo Island (auch Tamara Island), in der deutschen Kolonialzeit Dudemaineinsel genannt, ist eine Insel, die zur East Aitape Rural LLG der Provinz Sandaun von Papua-Neuguinea gehört. Die Insel liegt ca. drei Kilometer nördlich der Küste Neuguineas nahe der Siedlung Aitape. Die Insel ist an der längsten Stelle etwa einen Kilometer lang, etwas weniger als einen Kilometer breit und überwiegend von Flachland mit andesitischen Erhebungen und Korallenkalken geprägt.
Ende des 19. Jahrhunderts war die Insel Teil der Deutschen Schutzgebiete in der Südsee. Zu dieser Zeit gab es eine Missionsstation der Steyler Missionare sowie eine Siedlung im südlichen Teil der Insel.
Während des Ersten Weltkriegs wurde das Gebiet 1914 von Australien übernommen und war Teil des australischen Verwaltungsmandats für den gesamten Bismarck-Archipel durch den Völkerbund und nach dessen Auflösung durch die Vereinten Nationen.
Von 1942 bis 1944 war das Gebiet von Japan besetzt, fiel aber 1949 wieder an das australische Verwaltungsmandat, bis Papua-Neuguinea 1975 unabhängig wurde.
Auf der Insel wird die zur austronesischen Sprachfamilie gehörende Tumleo-Sprache gesprochen.